# Baanhoekbrücke
Die Baanhoekbrücke (niederländisch Baanhoekbrug) überspannt zwischen den niederländischen Gemeinden Sliedrecht und Dordrecht die Beneden-Merwede, wie der Unterlauf der Waal in diesem Abschnitt des Rhein-Maas-Deltas genannt wird. Die Eisenbahnbrücke der Strecke Elst–Dordrecht wurde 1880 bis 1885 als Fachwerkkonstruktion errichtet, nach Kriegsschäden bis 1947 wiederaufgebaut sowie 1978 bis 1983 erneuert und mit einer Klappbrücke ausgestattet. Östlich der eingleisigen Zugstrecke führt ein Fahrradweg über die Brücke. Das Bauwerk befindet sich bei Rhein-Kilometer 971,30 und Kilometer 112,56 der niederländischen Wasserstraße 101 (Rhein–Waal–Boven-Merwede–Beneden-Merwede–Noord).

## Geschichte

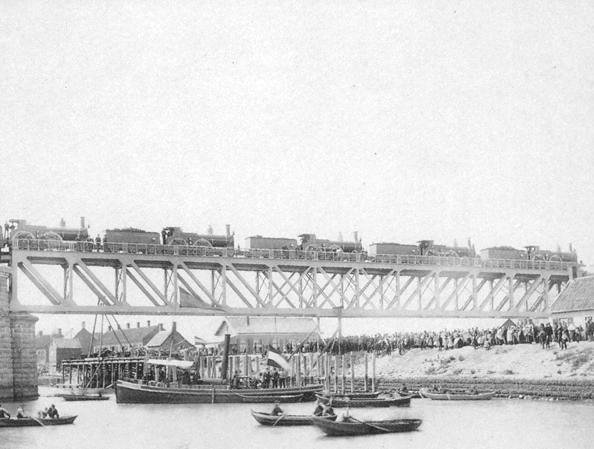
Nördliche Brückenöffnung während der Belastungsprobe, Mai 1885

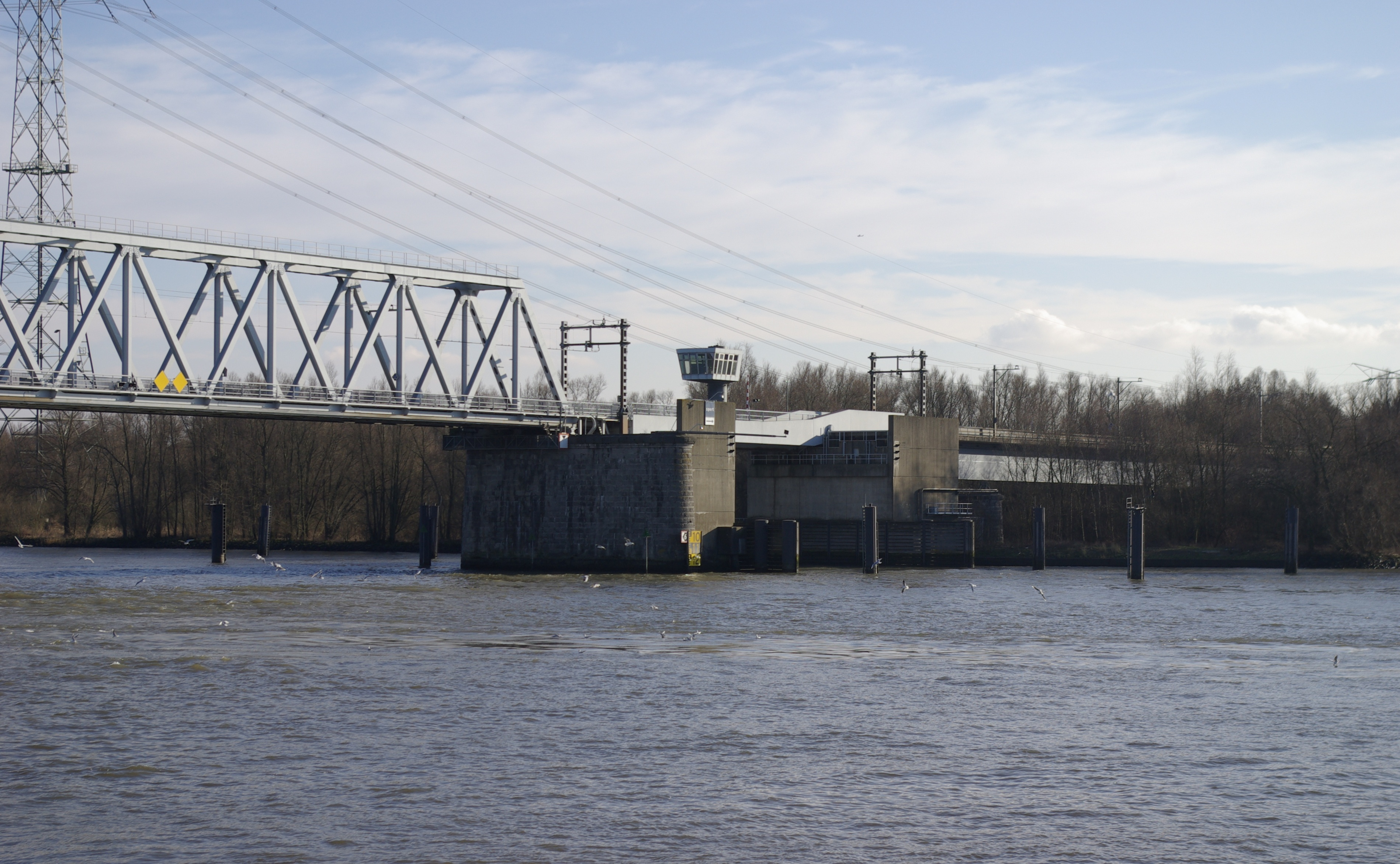
Die seit 1980 in Betrieb befindliche Klappbrücke an der südlichen Strombrücke, 2011

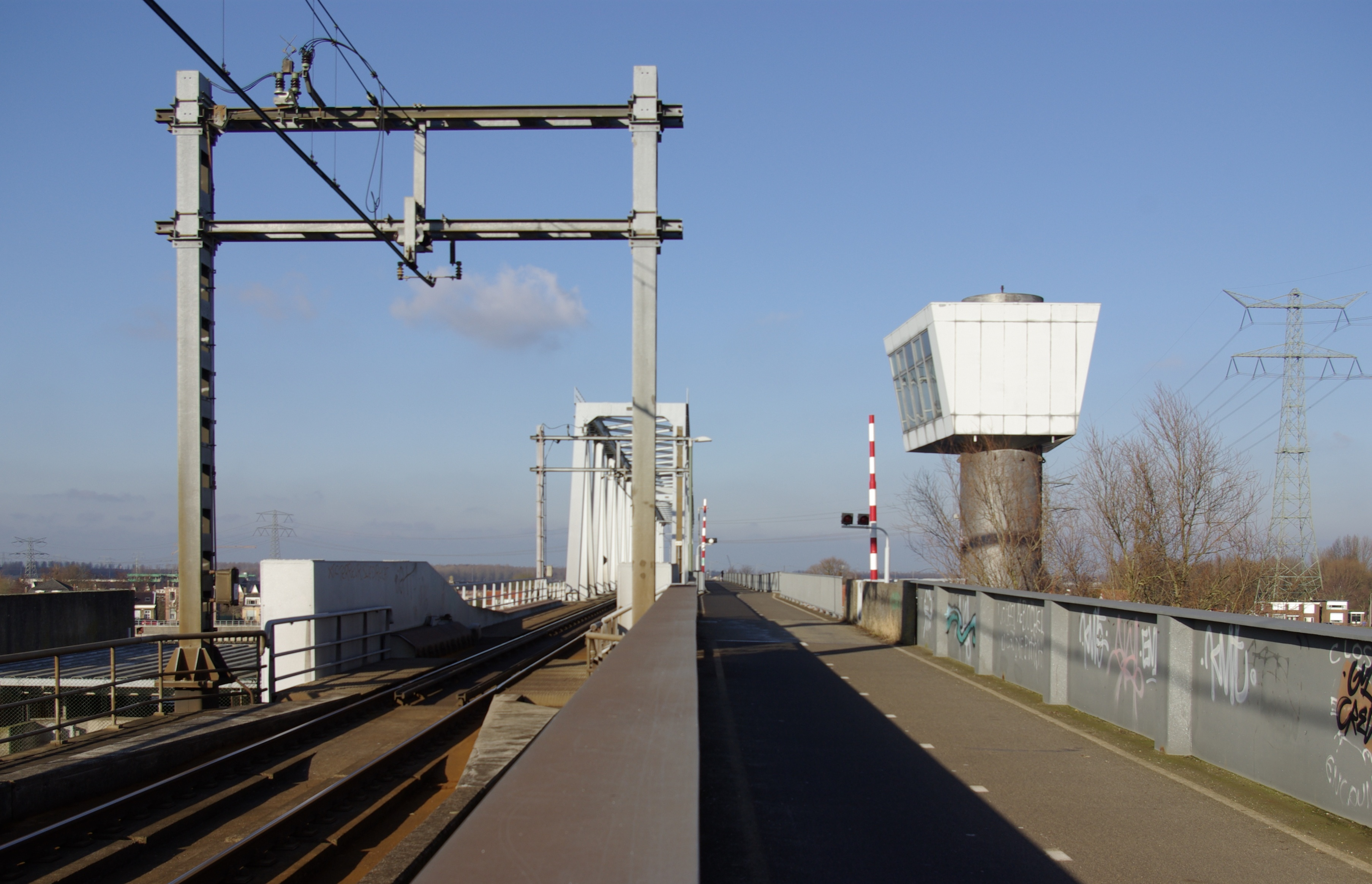
Klappbrücke der Baanhoekbrücke, 2011

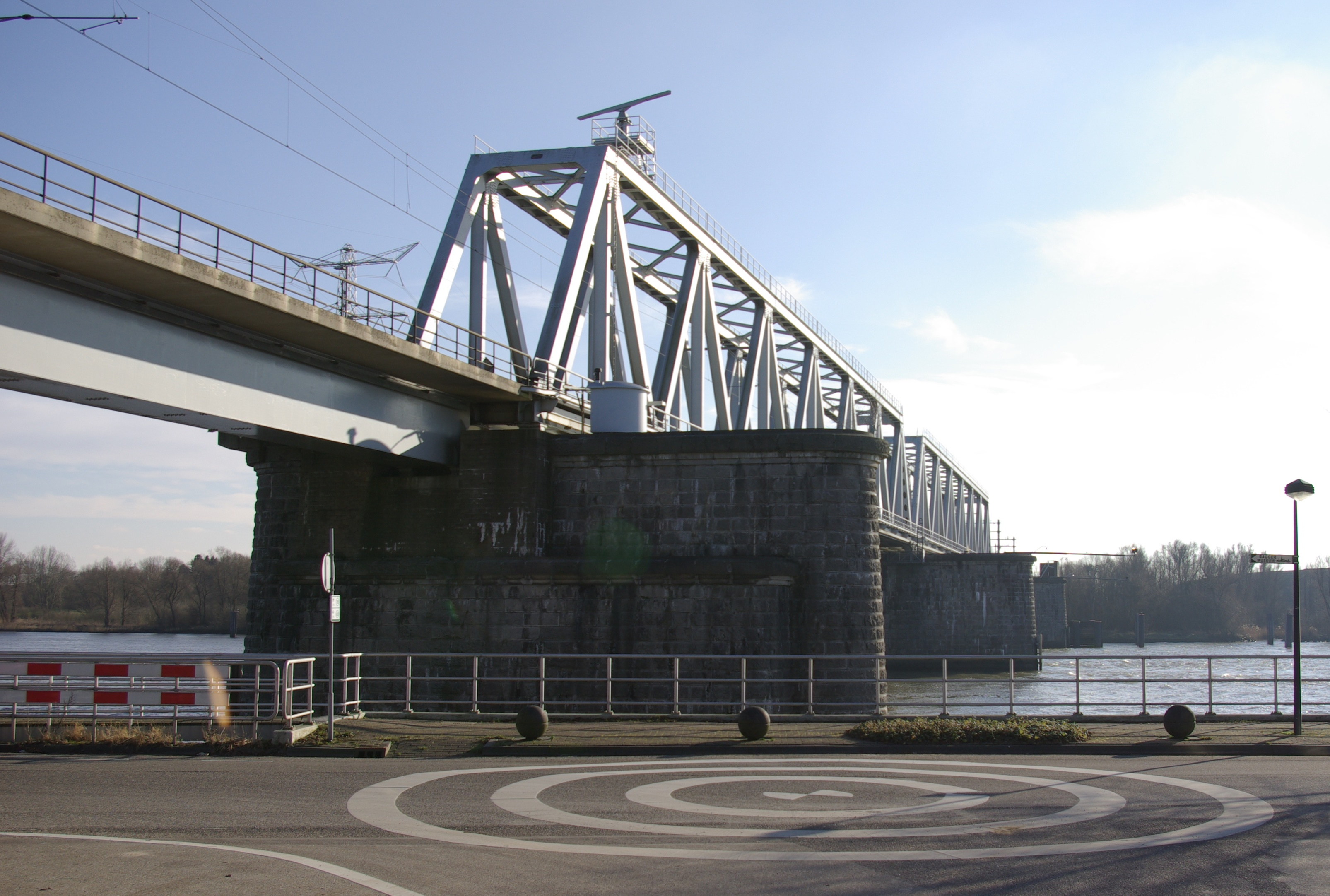
Baanhoekbrücke von Nordwesten, 2011

Die „Maatschappij tot Exploitatie van Staatsspoorwegen“ (deutsch Gesellschaft zum Ausbau der Staatseisenbahnen) eröffnete zwischen 1882 und 1885 abschnittsweise die Bahnstrecke Elst–Dordrecht (Betuwelijn) als Konkurrenz zu den bisherigen Ost-West-Verbindungen anderer Eisenbahngesellschaften. Im weiteren Sinne stellte die Strecke eine Verbindung zwischen Hoek van Holland und der Bahnstrecke Arnhem–Nijmegen her, eine der wichtigsten niederländischen Bahnstrecken.
Im April 1880 begann man mit dem Bau der zur Bahnstrecke Elst–Dordrecht gehörenden Brücke bei der Siedlung Baanhoek, nach der das Bauwerk benannt wurde. Die Planungen entstanden unter der Leitung des Ingenieurs L. J. Kesper. Der Entwurf und die Bauleitung wurden von dem Ingenieur Ph. J. Waller aus Dordrecht übernommen. Nachdem sich die Bauarbeiten immer wieder verzögerten, wurde bekannt, dass die konkurrierende „Nederlandsche Rhijnspoorweg-Maatschappij“ (Niederländische Rheineisenbahn-Gesellschaft) täglich 100 Gulden (inkl. 50 Gulden Bußgeld) für die verspätete Fertigstellung an das ausführende Bauunternehmen zahlte.
Im Mai 1885 fand die Belastungsprobe mit einer Zugfahrt über die Brücke statt. Offiziell wurde das Bauwerk am 13. Juli des gleichen Jahres in Betrieb genommen. Die Eisenbahnbrücke hat eine Gesamtlänge von 466,50 Metern. Sie besteht im Norden beginnend aus einer Vorlandbrücke mit einer Stützweite von 68,70 Metern, den zwei ursprünglichen Strombrücken mit Stützweiten von jeweils 110,70 Metern sowie drei Vorlandbrücken mit Stützweiten von jeweils 58,80 Metern. Die Pfeiler wurden für zwei Gleise ausgelegt, die Brücke blieb bis heute jedoch eingleisig.
Während des Zweiten Weltkriegs wurde die Eisenbahnbrücke mehrmals stark beschädigt. Im Mai 1940 wurde beim Angriff der Wehrmacht auf die Niederlande die nördliche Strombrücke vom niederländischen Militär gesprengt. Anschließend wurde das Bauwerk von den deutschen Besatzern notdürftig repariert. Man errichtete einen Hilfspfeiler im Flussbett und setzte zwei Brückenbogen ein, die ursprünglich für eine Brücke am Amsterdam-Rhein-Kanal bei Schalkwijk (Gemeinde Houten) vorgesehen war. Am 15. April wurde das Bauwerk von der abziehenden Wehrmacht abermals gesprengt. Dabei wurden die Behelfsbrücke von 1940 und zwei Vorlandbrücken von 1885 zerstört. Als Ersatz für die Strombrücke wurde nach dem Krieg eine vorgefertigte britische Callender-Hamilton-Brücke angeliefert. Die beiden Vorlandbrücken ersetzte man durch Teile der 1870 erbauten Eisenbahnbrücke bei Hedel (Gemeinde Maasdriel). Der Hilfspfeiler der nördlichen Strombrücke war weiterhin nötig. Auch die Seitenteile der 1940 integrierten Brückenteile fanden beim Wiederaufbau Verwendung. 1947 konnte die Brücke für den Zugverkehr erneut freigegeben werden.
Im Mai 1978 begann man an der am südlichen Ufer gelegenen Vorlandbrücke mit dem Bau einer Klappbrücke. Das Bauwerk nach einem Entwurf der Abteilung Stahl- und Betonbau der Nederlandse Spoorwegen (NS) war im April 1980 fertiggestellt. Während des Baus stieß man auf mehrere Fliegerbomben aus dem Zweiten Weltkrieg, was die Arbeiten deutlich verzögerte. Daneben erfolgte eine aufwändige Erneuerung der gesamten Baanhoekbrücke. Der Hilfspfeiler wurde entfernt, die stählernen Vorlandbrücken wurden durch Stahlbetonbrücken und die Strombrücken durch neue Fachwerkkonstruktionen ersetzt. Diese Baumaßnahmen waren 1983 beendet. Außerdem wurde östlich der Gleisanlagen ein Fahrradweg errichtet und die Bahnstrecke elektrifiziert. Die sogenannte Betuweroute, eine Ausbaustrecke und Neubaustrecke zwischen Rotterdam und der Bahnstrecke Oberhausen–Arnhem, verläuft teilweise parallel zur Betuwelijn.